# Johanna Rolshoven

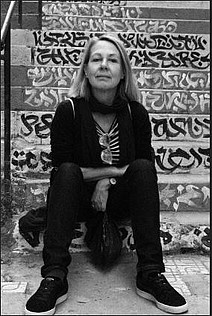
Johanna Rolshoven 2019

Johanna Rolshoven (* 12. Juli 1959 in Saarbrücken) ist eine in Deutschland geborene Kulturanthropologin. Ihre Forschungsschwerpunkte liegen in der kritischen Kulturwissenschaft und umfassen Stadtforschung, politische Anthropologie, Mobilitäten und Wissenschaftsforschung.

## Leben und Werk
Sie studierte in Marburg/Lahn Europäische Ethnologie/Kulturwissenschaft, Romanistik und Neuere Deutsche Literatur und in Aix-en-Provence Anthropologie, Frauenforschung und Soziolinguistik. Im Jahr 1987 legte sie ihr Diplom in Ethnologie an der Universität Aix-Marseille ab; 1990 erfolgte die Promotion in Philosophie an der Universität Marburg und 2004 die Habilitation in Volkskunde an der Universität Zürich zum Thema Volkskunde/Europäische Ethnologie als kritische Kulturwissenschaft. Methodologisch-epistemologische Beiträge zur Fachidentität. Zwischen 1990 und 2004 arbeitet sie als wissenschaftliche Mitarbeiterin, Assistentin, Dozentin, Fellow, Gastprofessorin an den Universitäten Basel, Hamburg, Frankfurt/M., Turku, Fribourg/S., Neuchatel und Zürich. Von 2004 bis 2008 hatte sie die wissenschaftliche Geschäftsleitung des interdisziplinären Forschungslabors Centre for Cultural Studies in Architecture an der Architekturabteilung der ETH Zürich inne. Es folgten 2008 bis 2009 Gastprofessuren an den Universitäten Marburg und Innsbruck. Von 2009 bis 2021 war sie Professorin und Institutsleiterin (2009–2017) am Institut für Kulturanthropologie/Europäische Ethnologie der Universität Graz. Seit dem 1. Oktober 2021 ist sie im Ruhestand.
Zu ihren Forschungsschwerpunkten zählen die politische Anthropologie, die Stadt-Raum-Kulturforschung, die kulturwissenschaftliche Mobilitätenforschung sowie die Wissenschaftsforschung. Gemeinsam mit der Universität Liechtenstein und der HafenCity Universität Hamburg führte sie 2018 bis 2021 das trinationale Bildungsprojekt Critical Humanities (Valhuman): Advancing the Value of Humanities in Academia, Society and Industry durch. Die Ergebnisse können in Form Dokumentation und einer Toolbox online abgerufen und für die universitäre Lehre verwendet werden.

## Schriften (Auswahl)
- Stadtforschung als Gesellschaftsforschung. Einführung in die Kulturanalyse der Stadt. Bielefeld, transcript Verlag 2021.
- Dimensionen des Politischen. Ansprüche und Herausforderungen der Empirischen Kulturwissenschaft. Berlin, Neofelis Verlag 2018 (Hg. mit Ingo Schneider).
- Heroes – Repräsentationen des Heroischen in Geschichte, Literatur und Alltag. Bielefeld, transcript Verlag 2018 (Hg. mit Janosch Krause und Justin Winkler).
- Methoden qualitativer Sozialforschung – Manifest. Manifest zur Bedeutung, Qualitätsbeurteilung und Lehre der Methoden qualitativer Sozialforschung. Bern, SAGW 2010 (gemeinsam mit Manfred Max Bergman et al.).
- Hexen, Wiedergänger, Sans-Papiers... Kulturtheoretische Reflexionen zu den Rändern des sozialen Raumes. Marburg, Jonas Verlag 2003 (Hg.).
- Europäische Ethnologie – Ethnologie Europas / Ethnologie européenne – Ethnologie de l'Europe. Fribourg, Editions universitaires 1999 (Hg. mit Christian Giordano).
- Technik-Kultur. Formen der Veralltäglichung von Technik – Technisches als Alltag. Zürich, Chronos 1998 (Hg. mit Thomas Hengartner).
- Provencebild mit Lavendel. Die Kulturgeschichte eines Duftes in seiner Region. Bremen, Edition CON 1991.
- Rund um die Uhr – Frauenalltag in Stadt und Land zwischen Erwerbsarbeit, Erwerbslosigkeit und Hausarbeit. Marburg, Institut für Europäische Ethnologie 1988 (Hg. mit der Arbeitsgruppe Frauenforschung in der Volkskunde).